# الکتریک لیدی استودیوز
الکتریک لیدی استودیوز (به انگلیسی: Electric Lady Studios) یک استودیو ضبط در دهکده گرینویچ، نیویورک است. استودیو الکتریک لیدی استودیوز به صورت رسمی توسط جیمی هندریکس ساخته شد و توسط جان استوریک در ۱۹۷۰ طراحی شد. هندریکس فقط چهار هفته قبل از مرگش در الکتریک لیدی استودیوز را در ضبط موسیقی سپری کرد، ولی از آن موقع تعداد قابل توجهی از هنرمندان از آن استفاده کرده‌اند.

## فهرست هنرمندانی که در این استودیو ضبط موسیقی انجام داده‌اند
- چیک
- فارنر
- گروه موسیقی دیو متیوز
- اریکا بادو
- میو
- د روتز
- باب دیلن
- جان لنون
- لری کوریل
- ریک اوکاسک
- کیس
- ون هیلن
- آرکید فایر
- دیوید بویی
- کلش
- ای‌سی/دی‌سی
- گانز ان روزز
- جان مایر
- مایکل استنلی
- استروکز
- داریل هال اند جان اوتس
- یوتو
- گوئن استفانی
- بلیک شلتون
- دفت پانک
- فلیت فاکسز
- ویزر
- کریستینا آگیلرا
- آ-ها
- د'آنجلو
- دن آورباک
- لانا دل ری
- چارلی گارسیا
- سارا باریلز
- لیدی گاگا
- استیوی واندر
- لد زپلین
- رولینگ استونز
- بیلی آیدل
- سانتانا
- بک هانسن
- کانیه وست
- جی. کول
- فرانک اوشن